# Mautern an der Donau
Mautern an der Donau es una localidad del distrito de Krems, en el estado de Baja Austria, Austria, con una población estimada a principio del año 2018 de 3567 habitantes. 
Se encuentra ubicada al oeste del estado, bañadas por el río Danubio y al oeste de Viena. Posee una gran historia como poblado fronterizo romano.